# Arsen Dedić
Arsen Dedić (Šibenik, 28. srpnja 1938. – Zagreb, 17. kolovoza 2015.), bio je hrvatski skladatelj, književnik, prevoditelj, pjesnik i kantautor.
Autor je i izvođač više desetaka šansona te pobjednik mnogih glazbenih festivala. Napisao je, skladao i izveo brojne dojmljive ljubavne i misaone pjesme te je svojim izvornim stilom stekao mnogobrojne poklonike. Slovi za jednog od utemeljitelja šansone u Hrvatskoj. Uz glazbu, objavio je više zbirki lirike. Prevodio je i obrađivao poznate šansonijere i autore, među njima Gina Paolija, Sergia Endriga, s kojima je često surađivao, i Jacquesa Brela, koji je svojim likom i djelom snažno utjecao na njegovu karijeru. Osnovno određenje mu je glazba, ali spajajući je s poetskim prirodno je stigao do vlastitoga kantautorskoga govora, koji ga je najviše i obilježio. Javlja se kao skladatelj, interpret, pjesnik, producent, dirigent i svirač. Uglazbio je stihove Krleže, Cesarića, Ujevića, Goloba i mnogih drugih. Njegove su pjesme prevodili i obrađivali mnogi izvođači, a sâm je pisao za mnoge poznate hrvatske estradne umjetnike, primjerice Gabi Novak, klape i Ibricu Jusića. Veliki dio njegova opusa čini primijenjena glazba za televiziju, film i kazalište.
Bio je član Hrvatskoga društva skladatelja i Hrvatskoga društva pisaca. Poznat je i pod pridjevcima pjesmar, akademski težak i pjesnik opće prakse. Ocijenjen je "najkompletnijim i najvažnijim kantautorom u povijesti hrvatske popularne glazbe čiju pjesničku profinjenost na (...) glazbenoj sceni nije dosegao nitko."

## Djetinjstvo i mladost
Arsen Dedić rođen je 28. srpnja 1938. godine u Šibeniku kao drugo dijete Jovana Dedića (†1983.) i Veronike, rođ. Mišković (1904. – 1995.). S očeve strane obitelji svi su bili pravoslavni vjernici crnogorskog porijekla koji su potjecali iz okolice Drniša, dok je majka bila Hrvatica iz Rupa nedaleko Skradina te je formalno prešla na pravoslavlje prilikom udaje za Arsenova oca. Jedna baka mu je bila talijanskog podrijetla. Dedić se rodio kao drugo dijete u siromašnoj, težačkoj obitelji te mu je majka (nadimkom Jelka) bila nepismena, iznimno pobožna domaćica i pralja, koju je on kasnije opismenio. Majku Veroniku i njenu pobožnost je često kasnije isticao kao izvor nadahnuća i osobu kojoj se divio. Premda mu je majka htjela nadjenuti ime Igor, na nagovor svećenika dala mu je ime Arsenije. Otac Jovan bio je zidar i dobrovoljni vatrogasac, kasnije poslovođa u pomorskom građevinskom poduzeću "PomGrad", a uz posao se bavio i poljoprivredom. Dedićev otac je bio i glazbeno nadaren te je u Šibenskoj narodnoj (limenoj) glazbi te hotelskoj kapeli svirao više instrumenata – trubu, tubu i timpane.
Tijekom talijanske i njemačke okupacije Šibenika u Drugom svjetskom ratu (1941. – 1944.) te poraća obilježenog gladi i neimaštinom, neko vrijeme je proveo s majčinom obitelji u Rupama i Dubravicama, pokraj rijeke Krke u zaleđu Šibenika. Kao dječak odrastao je u svojoj rodnoj kući u šibenskoj težačkoj četvrti Varoš, na broju 41 u današnjoj Ulici Nikole Tesle, u kojoj su rođeni Igor Mandić (1939.) te neko vrijeme živjeli i Vice Vukov (r. 1936.) i Mišo Kovač (r. 1941.). Dedić je intenzivno prijateljevao s Vukovom. Djetinjstvo u Šibeniku, njegovi motivi i ljudi te mediteranski ugođaj obilježili su velik dio Dedićevog opusa. Arsen je u djetinjstvu pohodio obje crkve, i katoličku i pravoslavnu.
U limenu glazbu otac Jovan, njen istaknuti član i cijenjeni glazbar, uvodi od malena Arsenova starijeg brata Milutina (r. 1935.), a od njegove trinaeste godine i Arsena, koji svira flautu. S glazbom Arsen svira prilikom svečanosti i koncerata, ali često i tijekom sprovoda. Prvi učitelj flaute bio mu je nekadašnji njemački vojnik koji je ostao u Šibeniku.  Na radiju što mu ga je poklonio ujak slušao je talijanske izvođače, poput Domenica Modugna, koji su ga zadivili. Pod utjecajem Lovre pl. Matačića koji je tad boravio u Šibeniku, kao petnaestogodišnjak počeo je svirati u kazališnom orkestru. Šibenik je sredinom pedesetih imao i operetu pod ravnanjem Jakova Gotovca te se Arsen sve više zanima za glazbu. Kao dječak, a ni kasnije, nije volio nogomet. Pohađao je šibensku gimnaziju, gdje je bio jedan od najboljih učenika i član košarkaške momčadi, te usporedno i srednju glazbenu školu. Svoju sklonost glazbi pokazao je i osnivanjem klape tijekom gimnazijskog školovanja, u kojoj je pjevao i Vice Vukov.

## Glazbena karijera

### Početci karijere
Nakon mature 1957. godine odlazi u Zagreb k ujaku. Na Sveučilištu u Zagrebu upisuje pravo s namjerom stjecanja "solidnog zvanja", no ubrzo ga sve više počinje privlačiti umjetnost, od kiparstva do slikarstva. Kako je u početku stanovao u Muzičkom internatu u Jurišićevoj 31a, sa sedam drugih studenata prava, u sobi u kojoj su svi svirali instrumente, ostaje vezan uz glazbu. Usporedno s prve dvije godine prava ponovno pohađa i završava zadnja dva razreda srednje glazbene škole (iako ih je već položio u Šibeniku). Počinje pisati i pjesme. Njegov cimer, Mario Bogliuni, svirao je glasovir te je već imao svoj orkestar s kojim je nastupao na plesnjacima na Ribnjaku. Tako je angažirao i Arsena kao vokalista. Pjevao je Domenica Modugna, The Platterse, Paula Anku i ostale tada popularne izvođače. Istodobno se zanima za poeziju. U zagrebačkom časopisu Prisutnosti Dedić je 1958. godine objavio dvije pjesme pod zajedničkim naslovom Čuda. Zbog pjesama religijskih motiva, "Gospodinu Isukrstu" i "Svetom Nikolu" je doveden pred povjerenstvo i otpušten kao stalni vanjski honorarni suradnik s Radija Zagreb. Pogođen zabranom, provodi vrijeme na selu u okolici Zagreba. Nakon toga ostavlja se pisanja pjesama te započinje razdoblje autorske šutnje. Ostavši bez prihoda, kao student okreće se pisanju aranžmana, prepisivanju nota i sličnim poslovima. 

[Ja] sam studirao na Akademiji glazbu, bio sam uvjeren da ću bit skladatelj isključivo klasične glazbe. I onda sam napisao tri minijature za flautu i klavir, dosta modernistički napisano, a onda s vremenom... Znali su kolege da pišem stihove, onda sam pisao svakome, Kalođeri, Kabilju, jednome, drugome, Vučeru, više ne znam kome...

Tijekom studija prava počinje pjevati i u akademskom zboru "Ivan Goran Kovačić". Sklonost glazbi naposljetku je ipak prevagnula te nakon položene tri godine prava prekida studij 1959. godine. Iste godine upisuje se na Muzičku akademiju. Kako bi namaknuli sredstva za kupnju potrebne mu flaute, roditelju su prodali svinju. Za festival "Zagreb '59" Mario Bogliuni poslao je skladbu "Mornarev cha-cha-cha" te je zamolio Arsena za pisanje stihova, na što je on i pristao pod pseudonimom Igor Krimov, jer je smatrao pisanje tekstova epizodom "koje ću se ja kasnije lišiti. Dat ću svoje ime onda kad budem pisao pravu poeziju i pravu glazbu". Kako nije imao ni prikladne odjeće ni novca za ulaznice, festivalu nije ni prisustvovao. Skladba je osvojila nagradu, a Arsenu kao autoru teksta pripalo je 15.000 dinara, za studenta priličan iznos. Ubrzo počinje pisati još tekstova za skladbe Bogliunija, od kojih "Poslije ljubavi" na festivalu Sarajevo '60. dobiva nagradu za najbolji tekst. S Bogliunijem osniva 1960. godine vokalni kvartet "Prima". Iako i sam pomalo sklada, usredotočava se na pisanje i aranžiranje za druge, među kojima su i Alfi Kabiljo i Nikica Kalogjera. Sastav "Prima" prolazi na audiciji za mlade pjevače Televizije Zagreb "Prvi put pred mikrofonom" te dobiva osigurane nastupe i honorar. To utječe na Arsena i ostale, koji glazbu počinju shvaćati sve ozbiljnije i sve profesionalnije, posvećujući joj sve više vremena. S ljubljanskim ansamblom objavljuje dva singla, prepjeve skladbi Let's twist again (Chubby Checker) i Nata per me (Adriano Celentano). Godine 1961., čuvši Gina Paolija, pronalazi se u novom izrazu. Nastavlja s objavljivanjem pjesama u splitskom časopisu "Vidici" i časopisu "Polet", što primjećuje Zlatko Tomičić. Dediću pristupa Dubravko Horvatić uime Antuna Šoljana, tražeći pjesme za novi Šoljanov časopis, Književnik, na što Arsen pristaje. Krajem 1961. godine vjenčao se s Vesnom Matoš, nećakinjom A. G. Matoša, s kojom u studenom 1962. godine dobiva kći Sandru.
Nastupa i kao flautist u zagrebačkim jazz sastavima. Slijedom nesuglasica, sastav Prima se raspada, a kako se u to doba razišao i sastav koji je vodio Hrvoje Hegedušić, Arsen pristupa Hegedušiću te osnivaju "Zagrebački vokalni kvartet". Povremeno nastupa i kao pjevač kvarteta "Melos", za koji se sve više vezuje, pogotovo slijedom razlaza s prijašnjom grupom. Na festivalu "Zagreb '62" izvode skladbu "Negdje" Nikice Kalogjere. No, kako su članovi Melosa mogli sudjelovati s različitim intenzitetom te se nisu željeli baviti glazbom profesionalno, prijateljski se razilaze 1962. godine. Slijedom toga, Dedić započinje karijeru kao vokalni solist. Sve više shvaća da šlageri ne zadovoljavaju njegov izričaj te se okreće francuskoj šansoni te genoveškoj školi talijanske glazbe. Sljedeće godine (1963.) na zagrebačkom festivalu pojavljuju se kao vokalni solisti Dedić i Zvonko Špišić, čime se postupno rađa novi pravac hrvatske zabavne glazbe – šansona. Izvodi skladbe "Milioner", "Jesenji dažd" te "Bolero noći". Uskoro ga pozivaju na Beogradsko proljeće te splitske "Melodije Jadrana '63.", gdje se upoznaje sa Zdenkom Runjićem i izvodi njegovog Čovjeka od soli te svoju prvu cjelovitu, autorsku skladbu, "Onaj dan", za koju biva nagrađen. Nakon toga sklada i "Večer sa Ksenijom" na nagovor Boška Petrovića, za flautu i Zagrebački jazz kvartet. Nakon 1963. godine počinje pisati pjesme bez pseudonima (Vratija se Šime, Maškare, Vino i gitare i dr.)

### 1964. – 1969.: Festivali
U veljači 1964. godine diplomira flautu na Muzičkoj akademiji, a u travnju odlazi na odsluženje vojnog roka u Liku. Tijekom boravka u Gospiću upoznaje Radu Šerbedžiju, tada mladog glumca amatera, te razrađuje neke skladbe. Odlazi na turneju s vojnim sastavima po zemljama istočnog bloka i SSSR-u. Na turneji piše i razrađuje pjesme i skladbe, a prilikom putovanja u vlaku od Odese do Kišinjeva susreće francuske filozofe, bračni par Jean-Paula Sartrea i Simone de Beauvoir, s kojima razgovara. Prigodom Titova putovanja brodom u Aleksandriju, naređen mu je ukrcaj na Galeb, gdje je svirao i zabavljao vojnike i goste. Još uvijek kao ročnik, u vojnoj odori 1964. godine na Splitskom festivalu izvodi pjesmu koju je napisao tijekom boravka u vojsci u Otočcu, Kuću pored mora. Skladba je jedva ušla na splitski festival, jer je bila odbijena na opatijskom, zagrebačkom i beogradskom festivalu. Osvaja prvu nagradu žirija, drugu publike i nagradu za najbolji tekst. Budući da je dotad uglavnom pisao i skladao za druge, bio je potpuno iznenađenje. Postaje senzacija i automatski prepoznat i potvrđen kao kantautor i šansonijer, otvarajući potpuno novi žanr hrvatske glazbe. U natječaju časopisa "Studio", čitatelji ga izabiru za trećeg najpopularnijeg pjevača zabavne glazbe u državi (11% glasova). Iste godine u sklopu Zagrebačkog festivala okuplja se skupina od desetak skladatelja i književnika pod nazivom Studio 64 s ciljem promidžbe šansone. Dedić predstavlja skladbu Moderato cantabile napisanu još 1961. godine, koju prvi put izvodi izvan konkurencije na Zagrebfestu '64. u sklopu koncerta Studija 64, što u potpunosti određuje njegov kantautorski put te ga svrstava među utemeljitelje Zagrebačke škole šansone. Preko noći je postao zvijezda, lik s javne scene. Iste godine piše i skladbe Čovjek kao ja i Želim zadržati ljeto. Jugoton mu objavljuje prve singl ploče. Početkom 1965. godine razvodi se od supruge nakon tri i pol godine braka. Na Zagrebfestu sudjeluje s pjesmom Čovjek kao ja te na TV Zagreb upoznaje Sergija Endriga, s kojim započinje dugogodišnje prijateljstvo i suradnju. Raskida suradnju s televizijom kako bi imao više slobode i perspektive te konačno postaje slobodni umjetnik i izvođač.

Negdje 1965. godine počeo sam sa solističkim koncertima. U neku ruku ta je godina bila prijelomna u mom stavaralaštvu. Mnoge su dileme sada bile raščišćene, shvatio sam s kojim ljudima mogu računati u teškim trenucima, naučio sam da se najviše moraš osloniti na samog sebe i da entuzijastičkih zaleta poput onog sa "Studijem 64" više neće biti.

Iste godine nastupa na splitskom festivalu sa svojom skladbom Stara cura, koja biva pogrešno shvaćena: umjesto ode usamljenoj Šibenčanki, publika je shvaća kao ruganje i napad na starije žene i usidjelice te Dedić doživljava neugodnosti. Nakon izvedbe odlazi kod rodbine u Dubrovnik na neko vrijeme, gdje je pratio napade na sebe zbog pjesme. Za isti festival 1966. godine piše skladbu Moj brat, koja osvaja treću nagradu publike, dok su je i žiri i struka odbacili, navodeći beznačajnost i trivijalnost teksta. Zbog takvog prijema i neslaganja s politikom festivala, postupno se udaljava od festivala sljedećih godina. Izvan festivala objavljuje Čovjek i pas, Sanjam te, Pjevam da mi prođe vrijeme i druge pjesme. Potonja je izazvala burne reakcije jer je bila shvaćena kao ironični napad na "društveno angažirane", prorežimske pjesme. Godine 1967. održava zajednički koncert sa Sergiom Endrigom u Parizu. Iste godine u Opatiji nastupa na festivalu s pjesmom Ni ti ni ja, a na festivalu Pjesma ljeta s pjesmom Ako si pošla spat, s kojom pobjeđuje na festivalskim dionicama u Zagrebu i Dubrovniku. Na Splitu '68 ipak nastupa s pjesmom To je moj svijet. Uskoro surađuje s Dragom Mlinarcem i njegovom rock-skupinom "Grupa 220". U tom razdoblju korigirao je uši. Na splitskom festivalu 1969. u alternaciji s talijanskim kanconijerom Ginom Paolijem izvodi svoju skladbu "Vraćam se", za koju dobiva prvu nagradu žirija. No, publika je prilikom proglašenja pogrešno mislila da je riječ o proglašenju apsolutnog pobjednika, te je prosvjedovala i zviždala, što je Dediću bio povod za napuštanje tog festivala na neko vrijeme.

### 1969. – 1973.: Prva trilogija
U studenom 1969. godine snima, a u prosincu objavljuje svoj prvi studijski album Čovjek kao ja, koji dospijeva na vrh top ljestvice prodanih albuma, osvaja naslov zlatne ploče (prve za Jugoton) i ukupno se prodaje u 60.000 primjeraka. Kasnije je ocjenjivan jednim od najboljih debitantskih albuma u hrvatskoj i jugoslavenskoj glazbi. Dedić počinje suradnju s pjesnikom Željkom Sabolom, koji za njega piše pjesme "Djevojka za jedan dan", "Pusti me da spavam", "Ti se smiješ" i druge. Na festivalima izvodi svoje nove skladbe, Ono sve što znaš o meni, Prazna obećanja, Sve bilo je muzika. Izlazak njegove zbirke pjesama "Brod u boci" 1971. godine u biblioteci Griot, u nakladi Croatia concerta Zvonimira Goloba, bio je šok i novo iznenađenje za publiku i kritiku. Premda je publika očekivala knjigu sabranih tekstova njegovih već izvedenih pjesama, Dedić je objavio novo umjetničko djelo te se širokoj publici predstavio kao pjesnik. Knjiga se ukupno prodala u osam izdanja i više od 80.000 primjeraka. Objavljena na Golobov nagovor, zbirku je Golob popratio komentarom da je "zahvaljujući Arsenu zabavna glazba primila velik broj novih slušatelja iz redova intelektualaca."
Iste godine u povodu velikoga Marijanskoga kongresa koji se u kolovozu održao u Mariji Bistrici Dedić je napisao tekst i glazbu za pjesmu "Majka Marija" te je dao veliki intervju Glasu Koncila u kojem je govorio o svom odnosu prema vjeri i Crkvi. Zbog toga je bio više mjeseci cenzuriran u državnim medijima. 1971. godine objavljuje album Arsen 2 s antologijskim skladbama "Ne plači", "O, mladosti" i obradom Brelove "Ne me quitte pas" ("Nemoj poći sad"). Sadrži i niz šansona humorističkog i kabaretskog ugođaja. Album je bio ispunjen originalnim pjesmama, manje komercijalan od prethodnika. Pjesma "Gazela", primjerice, u godinu dana na svim radiopostajama emitirana je samo jedanput. Kako je istodobno za film Tomislava Radića Živa istina radio soundtrack, nastaju pjesme "Takvim sjajem može sjati" i "Balada o prolaznosti", također uvrštene u Arsen 2. Zbog stihova pjesme "Takvim sjajem može sjati" i konteksta u filmu (prikaz Drugog svjetskog rata) izbio je skandal. 1973. godine rodio mu se sin Matija, nakon čega se vjenčao s Gabi Novak, s kojom je bio u vezi još za vrijeme prvog braka, dok im je kum bio talijanski kantautor Gino Paoli.
Postaje suzdržaniji, sklon ironiji i satiri te nalazi nadahnuće u svakodnevnom svijetu. Eskperimentirajući sa zvukom, u jesen 1973. godine snima, a pred sam kraj te godine objavljuje dvostruki album Homo volans s 22 skladbe, prvi dvostruki album u hrvatskoj i tadašnjoj jugoslavenskoj diskografiji. Homo volans je ujedno bio i prvi konceptualni album u spomenutim krugovima. Smatra se "kamenom međašem autorova iskoraka iz tradicionalnog zabavno-glazbenog okvira." Velimiru Cindriću skladbe s albuma zvuče "razvijenije, produbljenije i iskusnije" te je njime Dedić napravio "veliki skok i stvorio svojevrstan amalgam avangardnoga, klasika i hitova". Zapaženi su atonalni zvukovi te utjecaj jazza. Na albumu je ipak prevagnula kantautorska crta kroz pjesme "Tvoje nježne godine", "Laku noć, muzičari", te "Modra rijeka". Značajniji komercijalni uspjeh od pjesama s albuma zabilježila je tek skladba "Tvoje nježne godine", no Nenad Polimac drži da je "album bio krcat pjesmama koje su bile dosta pretenciozne i jako autorske [te] uopće nisu pretendirale na bilo kakva mjesta na radijskim top listama." Odlično kritički primljen, kasnije je smatran "jednim od najboljih i najambicioznijih Dedićevih albuma." U svibnju 1974. dospio je na osmo mjesto ljestvice top deset najprodavanijih albuma.

### 1973. – 1980.: Okretanje pjesnicima
Na albumu Porodično stablo u suradnji s producentom Kornelijem Kovačom 1976. godine se približava rocku pod utjecajem vala jugoslavenskog progresivnog rocka. Na Porodičnom stablu svoje pjesme je "smjestio u pomalo kičaste i tendenciozno supermoderne aramžmane". Iste godine je s Goranom Bregovićem objavio pjesmu "Loše vino". Godine 1976. objavljuje i album Otisak autora.
Sredinom 1970-ih godina namjeravao je snimiti album obrada pjesama Leonarda Cohena, koje je za njega prepjevao pjesnik Nikica Petrak. Zbog tehničke greške, album je tijekom postprodukcije u Jugotonu izbrisan pa je Arsen obustavio projekt. Sačuvane su četiri pjesme na demo-snimkama njegovog nastupa u jednoj glazbenoj emisiji na TV Beograd uz gitaru i aranžman Marijana Makara ("Stories of the Street-Ulične priče", "Seems So Long Ago, Nancy-To sve je davno sad", "The Stranger Song-Strančeva pjesma" i "The Partisan-Partizan").
Sve više piše i za druge te za Gabi Novak, a počinje i uglazbljivati pjesnike (albumi Dedić-Golob, 1977. godine, EP Snijeg u maju sa stihovima Gorana Babića 1979. i Pjevam pjesnike, 1980. godine, na kojem je Arsen između ostalih uglazbio Krležu, Kaštelana, Ujevića i Kovačića.) Sve više dolazi do izražaja njegova sklonost scenskoj glazbi te piše glazbu za kazalište, film i televiziju. Autorska pjesma ostaje njegov osnovni izraz, ali piše i primijenjenu glazbu, pjesme za dalmatinske klape, glazbu za reklamne spotove. Premda je još od ranih šezdesetih pisao za klape, sedamdesetih i kasnije piše i sklada pjesme koje su danas gotovo postale narodne (Zaludu me svitovala mati, Vratija se Šime, Sve ti sritno bilo, Rodija se sin, Dida moj, Ni u moru mire i druge). Njegov rad na šibenskom idiomu značajan je i s jezičnog gledišta. Sedamdesete završava albumom Rimska ploča (1979.) sa standardima poput uglazbljene pjesme Tina Ujevića "Odlazak" (u suradnji sa Sergiom Endrigom), "Zagrli me" i soundtrackom za film Petra Krelje "Vlakom prema jugu".

### 1980. – 1990.: Filmofilija i provincija
Kud plovi ovaj brod, Arsen Dedić i Sergio Endrigo, 1981. godine (HRT)

Tijekom osamdesetih Dedić objavljuje čak 14 nosača zvuka. Na "Naručenim pjesmama" (1980.) sabrao je skladbe koje je napisao drugima, poput "Sve je to od lošeg vina" do "Pamtim samo sretne dane". Iste godine objavljuje i prvi studijski album sa suprugom Gabi Novak, Arsen & Gabi, uokviren završnom pjesmom "Stara moja, stari moj". Godine 1981. potpisuje glazbu za audio-knjigu za djecu s pričama H. C. Andersena (Carevo novo ruho/Postojani kositreni vojnik). U tom razdoblju nastavlja s pisanjem pjesama za djecu te iduće godine objavljuje album Arsen pjeva djeci (Nije lako bubamarcu, Čemu služe roditelji...). U albumu Provincija (1984.) objavio je skladbe koje su kasnije redovno uvrštavane u popise njegovih ponajboljih pjesama (Djevojka iz moga kraja, Sve te vodilo k meni, Razgovor s konobarom). Godine 1985. potpisuje soundtrack za film "Anticasanova" te u dvostrukom nosaču zvuka ironičnog imena Kantautor obrađuje i objavljuje prepjeve J. Brela, Leonarda Cohena, Lennona, Gina Paolija, Bulata Okudžave i drugih, ali i izvodi skladbe koji su napisali i skladali drugi (poput Goloba, Diklića, Britvića, Montena). Iduće godine odlazi u vode kajkavske popevke albumom Moje popevke na kojem je sabrao 16 pjesama (uglavnom na tekst Drage Britvića) koje su Dedić ili Gabi Novak izvodili na festivalima u Krapini. Pod utjecajem žanra zagrebačkog kabareta prije Drugog svjetskog rata (pogotovo Vlahe Paljetka) osmišljava i sastavlja ironično-kabaretski program Cabaret Arsen, dobro kritički prihvaćen, no zanemaruje ga kako bi se okrenuo glazbi za film i kazalište.
Album Kino Sloboda (1987.), u zlatnoj nakladi, posveta je trenucima mladosti, filmofiliji te isječcima iz Šibenika, posebno samog naziva albuma u čast kinu "Sloboda" koje je postojalo u Dedićevom kvartu između 1946. i 1965. godine. Album donosi skladbe Otkako te ne volim, Provincijsko kino, Tko stoji iza mene, Original soundtrack i druge. Iste godine nastupa na koncertu s Borom Đorđevićem u Beogradu, čija snimka nije službeno objavljena, ali je kružila u optjecaju na crnom tržištu. Godine 1988. ponovno objavljuje nosač zvuka sa suprugom Gabi Novak, Hrabri ljudi, s podnaslovom "Gabi i Arsen – 30 godina na sceni." Iduće godine svoje stvaralaštvo za film i televiziju sabire na albumu Glazba za film i TV te objavljuje uglavnom prerade svojih ranijih pjesama zajedno sa slovenskim kantautorom Zoranom Predinom na ploči "Svjedoci priče".

### 1991. – 1997.: Ratne godine
U rujnu 1991. godine zajedno s Gabi Novak pridružio se Hrvatskom Band Aidu na snimanju domoljubne pjesme "Moja domovina", u kojoj pjevaju stih "nemir je u srcima, a ljubav u nama" te kasnije ponovno "ima oči boje mora". Iako nepotpisan, suautor je dijela teksta za Moju domovinu. Na tekst Krste Jurasa sklada pjesmu Vice Vukova "Kad raziđe se dim". Bio je dio projekta "Croatian Art Forces" (Hrvatske umjetničke snage). Napisao je i glazbu za himnu 101. brigade HV-a. Ratne 1993. godine objavljuje album Tihi obrt u kojem se dotiče ratnih zbivanja i napada na njegov rodni Šibenik, u kojem mu je tada još živjela majka. Među poznatije skladbe s albuma ubrajaju se Mozartova godina 1991, Majka hrabrost i Završit ću kao Howard Hughes (koja nije bila puštana na radiju zbog spominjanja Franje Kluza). Svoje skladbe i pjesme pisane za klape 1996. godine sabire na kompilaciji "Ko to more platit".

### 1997. – 2008.:Ministarstvo, Kinoteka, Rebus
Godine 1997. Dedić objavljuje nosač zvuka Ministarstvo straha (isprva pod nazivom Ministarstvo), kritički izvrsno primljen. Po objavljivanju, kritika je album nazvala 'remek-djelom', a profesija mu je 1998. dodijelila Porin u kategoriji Najboljeg albuma zabavne glazbe te nagradu „Milivoj Körbler” (za autorsko stvaralaštvo u području zabavne glazbe). Album sadrži 14 pjesama među kojima su "Seosko groblje", "Tvoje tijelo – moja kuća", "Ratni profiteri", "Stari vuci", "Čistim svoj život", "Ruke", te naslovna "Ministarstvo straha". Dedić je autor gotovo svih tekstova, osim antiratnih pjesama "Seosko groblje I" i "Seosko groblje II" koje je napisao književnik Antun Šoljan. Potonje, "Brehtijanskog ugođaja, sumorne i anegdotalne" su ocjenjivane i najljepšim pjesmama o ratu. 1998. bio je i jedan od pokretača Festivala dalmatinske šansone u Šibeniku. Nakon kompilacije Herbar, 2002. godine uslijedio je novi album Kinoteka, "otmjeno depresivna" prizvuka i zabavljen ozračjem tranzicije (Posljednji tango u Đevrskama). Album sadrži skladbe poput Život se troši kao kreda, Nisam ti dospio reći i jazz-suradnju sa sastavom "Pun kufer" (Na balkonu).
Dana 13. ožujka 2003. godine u Opatiji održan je koncert "Sve što znaš o meni – Počast pjesmama Arsena Dedića" povodom deset godina Porina i četrdesete obljetnice Dedićevog scenskog rada. Na koncertu su brojni izvođači (Nina Badrić, Vice Vukov, Josipa Lisac, Toni Cetinski, Gibonni, Maja Blagdan i dr.) izvodili Arsenove pjesme. Tijekom 2003. – 2004. godine nalazi se na liječenju u Padovi, gdje mu je presađena jetra. Zbog toga objavljuje knjigu "Padova-uspomene s bolovanja". U studenom iste godine objavljuje i povratnički album "Na zlu putu" s 19 skladbi, nagrađen dvjema nagradama "Porin" kao album godine te najbolji album pop i zabavne glazbe. Album je refleksija Dedićevog poimanja svijeta i ljudi ("Ekvilibristi", "Negve"), isječcima iz svakodnevnog života s tipičnim ironičnim odmakom ("Samo da ti noge nisu hladne") ili pak hommageu ženama i prijateljima ("Pjesma o Gabi Novak", "Žena koja ne zna što hoće", "Amigo"). Godine 2005. u Lisinskom je održao koncert "Trokut" s Ginom Paolijem uz gostovanje Zorana Predina, koji je objavljen na DVD-izdanju. Godinu dana kasnije izdao je album "Dueti-dueli" u kojima sabire svoje suradnje, pogotovo s mlađim i novim izvođačima, od kojih su neke loše dočekane od strane glazbene kritike (suradnje s P. Grašom i M. Burnaćem). U ožujku 2008. uslijedio je album Rebus sa skladbama "Petra", "Dan kad se pišu razglednice" i drugima, u kojem Dedić pjeva o vlastitim mislima i osjećajima, o Padovi, svojim ljubavima i prijateljima. Kritika je album ocijenila izrazito pozitivno, svrstavši ga uz bok Arsenovu zvuku iz vremena albuma Homo volans (1973.) te ga proglasivši jednim "od najboljih albuma u Arsenovu ionako “drsko impresivnom” autorskom portfelju". Album Rebus je bio 13. najprodavaniji domaći album u 2008. godini.

### 2008. – 2015.: Kasna karijera
Iduće godine Croatia records objavila je box-set s knjigom Dobrotvorov dom – antologija s 94 Dedićeve skladbe, koji je u sedmom tjednu 2012. godine bio najprodavaniji domaći album. U rujnu iste godine ponovno je održao koncert s Paolijem, ovaj put u Tvornici kulture u Zagrebu. Između 2008. i 2012. godine reizdanja njegovih albuma u nakladi Croatia recordsa (Dedić-Golob, Za kino i TV) te kompilacije (Platinum collection, Dobrotvorov dom) ulazile su na službenu ljestvicu 40 najprodavanijih domaćih albuma.
U travnju 2013. godine Dedić je s Mišom Kovačem, svojim sugrađaninom Šibenčaninom, snimio duet, pjesmu "Mi smo lišće s iste grane" u produkciji Croatia recordsa, za koju je snimljen i spot. Iako su obojica u svojim žanrovima bili najpopularniji pjevači, a djetinjstvo su proveli na istoj ulici, trebalo je proći 48 godina da zapjevaju zajedno. U novije vrijeme Dedić se okrenuo suradnjama s mlađim izvođačima (Massimo, Lea Dekleva, Natali Dizdar) te povratku klapama – od suradnje s Klapom Maslina (Da mi nije moje dice, Šibenska bura) do reizdanja pjesme "Dida moj" s Klapom Sebenico, koja je zasjela je na prvo mjesto Jadranske top liste u travnju 2013. U prosincu 2014. godine objavio je svoj posljednji album "Suputnici", mješanac reizdanja i kompilacije čiji je temelj album Kantautor iz 1985. godine. Dedić je album definirao kao "jedan hommage sebi. Svojem naporu, želji i ljudima koji su mi bili najbliži." Za album je snimio samo jednu novu pjesmu, "Rana", prepjev standarda "Hurt" Johnnyja Casha. Pisao je gotovo do samog kraja. U proljeće 2015. godine napisao je pjesmu Snig u Šibeniku za šibenski Dječji zbor Cvrčak. Posljednju pjesmu, jazz-obradu skladbe "1947" Sergija Endriga, snimio je u Rijeci sa sinom Matijom i ansamblom Atma Mundi za tematsko CD-izdanje u talijanskom časopisu Musica Jazz posvećeno jazz-obradama Endrigovih pjesama. Iako je često odbijao ponude za koncerte te se posvećivao slikanju i crtanju te obiteljskom životu, i dalje je nastavio održavati koncerte, samostalno ili često sa suprugom Gabi Novak te sinom Matijom (ili dugogodišnjim suradnikom Brankom Bulićem) kao pijanistom. Svoj posljednji koncert održao je 4. srpnja 2015. na zagrebačkoj sceni "Amadeo".

## Film i televizija
Dedić o radu na filmskoj glazbi, HRT

U početku svoje karijere pojavljuje se i kao glumac manjih uloga u filmovima, poput uloge pjevača u filmu "Višnja na Tašmajdanu", kad je izvodio pjesmu Odabrat ćeš gore, ili u filmu "Ponedjeljak ili utorak". Usporedno sve više sklada filmsku glazbu. Godine 1972. za film Tomislava Radića Živa istina radi soundtrack te tako nastaju pjesme "Takvim sjajem može sjati" i "Balada o prolaznosti". Potpisuje glazbu za 34 dugometražna igrana filma, od kojih su poznatiji Glembajevi, Živa istina, Vlak u snijegu, Vlakom prema jugu, Godišnja doba, Donator, Povratak Katarine Kožul, Put u raj, Fergismajniht, Pont Neuf. Više puta je nagrađivan za svoj rad na filmskoj glazbi (vidi Nagrade). Radio je i za animirani film, kao i za kratkometražne filmove (“Rabuzin”, “Meštrović”, "Kravata Croatica"). I njegova glazba često je prožeta sjećanjima i dojmovima pojedinih filmova i kinodvorana. U svojim pjesmama poimence spominje klasike koji su utjecali na njega (Moderato cantabile, Plavi anđeo, Ministarstvo straha) te se često referira na kina (pogotovo šibenska, kao Kino sloboda, Kino Tesla, Kino 20. april itd.). Autorski je surađivao i pri stvaranju Filmske enciklopedije.

Dedićeva filmska i televizijska glazba, HRT

Veliki dio njegovog opusa čini glazba za televiziju. U počecima svoje karijere bio je honorarni zaposlenik TV Zagreb, gdje je svirao u orkestru, prepisivao note i pomalo skladao glazbu. Nakon što je otpušten zbog objavljivanja dviju pjesama religijske tematike, pomalo se udaljio od televizije. No, uskoro se vraća: glazbu za prvu TV dramu (“Mediteranska klima”) skladao je 1966. godine. Od 1971/2. godine slijede velike serije kao “U registraturi”, “Prosjaci i sinovi”, "Jelenko", "Punom parom", “Jedrima oko svijeta”, “Zlatna nit”, te “Vrijeme za bajku”, “Zagrljaj”, "Pustolovina u Hrvatskoj", “Male tajne velikih majstora kuhinje” itd. Pisao je i snimao često i za dječje emisije. Usto, Dedić je pisao stihove i glazbu za velik broj komercijalnih, promidžbenih poruka.
Ranih sedamdesetih godina imao je i svoju glazbenu emisiju na TV Zagreb (kasnije s Gabi Novak). U novogodišnjem televizijskom programu za novu 1980. godine sudjelovao je i kao voditelj glazbeno-humoristične emisije "TV-proljeće".

## Kazalište
Od početka sedamdesetih piše za kazalište. Radio je na oko stotinu naslova (djela Shakespearea, Držića, Weissa, Begovića, Brešana, Ostrovskog, Turgenjeva, Marinkovića, Kozarca, Ödön von Horvátha, Goldonija, Cesarca i drugih). Skladao je musical “Lady Šram”, čiji je libretist bio Nino Škrabe. Surađivao je s avangardnim teatrom Arbos u Salzburgu, napisao glazbu za plesni teatar u Düsseldorfu. Od osnutka je član Glumačke družine Histrion, s kojom ga vežu i prijateljstvo i suradnja. Autor je glazbe za gotovo sve histrionske predstave, među prvima za "Kavanu torzo". Zapažena je i njegova glazba za "Kći Lotrščaka." Do 2003. godine ukupno je potpisao glazbu za 115 kazališnih predstava.

## Slikarstvo
Dedić je od srednjoškolskih dana imao strast prema slikarstvu te je razmatrao i upisivanje Akademije likovnih umjetnosti. Kasnije je često slikao i crtao, portretirajući obitelj i prijatelje. U mnoge zbirke pjesama uključio je i vlastite ilustracije. Povremeno je i izlagao.

## Osobni život

### Obitelj
Krajem 1961. godine vjenčao se u Zagrebu s Vesnom Suligoj, nećakinjom A. G. Matoša. U studenom 1962. dobili su kćer Sandru. Dedić i Vesna su se rastali početkom 1965. godine, također u Zagrebu.
Dana 30. ožujka 1973. godine u vezi s pjevačicom Gabi Novak rodio mu se sin Matija, a par se vjenčao u travnju iste godine. Kum im je bio talijanski kantautor Gino Paoli. Živjeli su u Zagrebu, na adresi Haulikova 4/I, te povremeno ljeti na Arsenovoj šibenskoj adresi.
Gabi Novak je posvetio nekoliko pjesama, kao i kćeri ("Sandra") te svojim unukama ("Pjesma za Lu", "Mata Hari"). Kći Sandra se pojavljuje kao djevojčica na omotu albuma Kino Sloboda iz 1987. godine.

### Politika
Dedić se definirao ne kao "apolitičan, već antipolitičan". Odbacivao je mogućnost političkog angažmana ili podrške nekom političaru, uvjeren da pjevačima deklarativni iskazi ne trebaju. Pogađan zabranama i cenzurama u raznim dijelovima svoje karijere, kao svoju životnu devizu često je isticao liberalnu krilaticu Johna Stuarta Milla po kojoj sloboda pojedinca seže sve do tuđe slobode. Izjašnjavajući se kao umjetnik "lijevog uvjerenja", protivio se kolektivizmu i nacionalizmu. Tijekom kampanje za predsjedničke izbore 1997. godine, njegovo ime se bez njegovog odobrenja ili traženja pojavilo na popisu od nekoliko stotina kulturnih djelatnika i umjetnika koji otvorenim pismom podržavaju kandidaturu dr. Franje Tuđmana, na što je zatražio i tiskao demanti. Nakon demokratskih promjena devedesetih, kao pozitivne strane nekadašnjeg socijalizma navodio je solidarnost sustava te socijalnu mobilnost.
Bio je član Društva prijatelja Hajduka Zagreb, kojeg je redovito podržavao prisustvom i pro bono nastupima na "Biloj noći". Još 1967. godine svoje skladbe "Čovjek od soli" i duet s Vicom Vukovom "I da bi ja ruku u vatru stavit" uvrstio je na EP Naprid bili, prihod od čije prodaje je prikupljan za gradnju novog Hajdukovog stadiona.

## Posljednji dani
Početkom 2014. godine Dedić je nezgodno pao i ozlijedio kuk, nakon čega je imao poteškoća s hodanjem te je morao koristiti štap. Zbog neizdrživih bolova, podvrgnuo se operaciji te mu je 12. srpnja 2015. godine u bolnici za ortopediju u Krapinskim Toplicama ugrađena endoproteza kuka, nakon čega je uslijedila dvotjedna rehabilitacija. Dne 28. srpnja, svoj 77. rođendan proveo je u krugu obitelji i prijatelja u Zagrebu, da bi ga supruga 29. srpnja u prijepodnevnim satima pronašla kako u njihovu domu leži na podu pokraj hodalice. Nerazgovijetno je govorio pa je vozilom Hitne pomoći prevezen u KBC Zagreb, gdje je primljen na hitnom neurološkom prijemu. Budući mu je 2004. godine presađena jetra te je redovno primao imunosupresive, došlo je do teške upale. Dedić je gotovo bez svijesti prebačen na intenzivnu njegu interne klinike. Isprva se Dediću stanje poboljšalo, nestala je povišena tjelesna temperatura te su liječnički nalazi bili bolji. Tražio je odlazak kući, no odbijao je hranu te je bio smeten. 8. kolovoza javljeno je da mu se upala smirila te da dobro reagira na lijekove, čekajući povratak kući. No 13. kolovoza Dediću se drastično pogoršalo stanje te je bio u kritičnom stanju. Dne 14. kolovoza otkazala su mu pluća te je priključen na respirator. Uskoro je došlo do otkazivanja i drugih organa. Supruga Gabi Novak odbila je visokorizičnu operaciju. Arsen Dedić preminuo je u KBC Zagreb, u 21 sat, 17. kolovoza 2015. godine, u 78. godini života.
Brojni glazbenici i umjetnici te poklonici javno su se oprostili od Dedića. Brzojave sućuti obitelji uputile su mnoge institucije, uključujući i šibenskog gradonačelnika dr. Željka Burića te šibensko-kninskog župana Gorana Pauka. Premijer Milanović u svom je brzojavu uime Hrvatske vlade istaknuo da je Dedić "pisao stihove koje mnogi od nas znaju napamet, pisao je glazbu koja je nadživjela filmove za koje je stvarana. Unio je svoj umjetnički genij u sve što je radio."
Hrvatska radiotelevizija je televizijskim i radijskim maratonom dokumentaraca, emisija, i snimki razgovora i koncerata te serijom priloga na svom mrežnom portalu odala počast preminulom Dediću, dok su sve nacionalne novine izašle s posebnim prilozima i tekstovima. Komemoracija je održana u šibenskom kazalištu i u zagrebačkom Hrvatskom glazbenom zavodu. Kremiran je i pokopan, prema vlastitoj želji, u krugu najuže obitelji, daleko od očiju javnosti, 25. kolovoza 2015. godine na gradskom groblju Mirogoj u Zagrebu.

## Naslijeđe
O Arsenu je Igor Mandić još 1983. godine priredio monografiju Arsen, s iscrpnom diskografijom i bibliografijom te portretom života i djela. Dedić je bio čest gost raznih emisija ili dokumentarnih serijala. Godine 1967. Zdravko Šotra je snimio portret Dedića u formi filmske emisije. Između ostalog, 1981. godine jednosatna emisija "Sve bilo je muzika" s brojnim gostima posvećena je njegovom radu i djelu, Silvije Hum snimio je 2004. godine dokumentarnu emisiju "Arsen Dedić – Čovjek kao ja". 2009. godine o Arsenovom životu i djelu snimljen je dokumentarni film "Arsen - Brod u boci" autora Mirka Duića. 2013. godine Arsen je sudjelovao i bio portretiran u sklopu sedam emisija dokumentarno-glazbenog serijala "Takvim sjajem može sjati - Zagrebačka škola šansone" na HRT-u. O Arsenovom životu i djelu 2014. godine snimljen je dokumentarni film "Moj zanat" autora Mladena Matičevića. Dedićeve misli i citati sabrani su 2015. u knjizi Mladena Pavkovića Zajedno, ali sam, ili tako je govorio Arsen Dedić.
Pjesme su mu posvetili Đorđe Balašević (Pesma Arsenu) te, neposredno nakon smrti, neostvarenom suradnjom s Dedićem, Lea Dekleva uz gostovanje Gabi Novak, Matije Dedića i kćeri Lu (Ja bih da te slijedim). 2016. godine pjesmom Šibenski memento Matija Dedić, klapa Maslina i Ivo Pattiera zahvalili su preminulom Dediću za dugogodišnju suradnju i rad u šibenskoj glazbi. Nadahnuo je i brojna likovna djela.

### Spomenici
U Dedićevoj rodnoj šibenskoj četvrti Varoš u rujnu 2015. godine jedan zid oslikan je njegovim stihovima posvećenima Varošu i tamošnjim običajima. Nadahnuta Dedićevom pjesmom "Brod s mojim imenom" Hrvatska glazbena unija, u suglasnosti s obitelji, u studenom 2015. godine pokrenula je inicijativu za imenovanjem jednog od brodova Jadrolinije koji povezuju luke i otoke srednje Dalmacije po Dediću. U vježbaonici Šibenske narodne glazbe u kolovozu 2016. godine otvorena je spomen-vitrina s Dedićevim osobnim predmetima i instrumentima iz mladosti.
U srpnju 2017. na zagrebačkoj Opatovini glumačka družina Histrioni svečano je otkrila Dedićevo poprsje koje će biti smješteno u Histrionskom domu (Ilica 90). Autor biste je akademski kipar Miljenko Sekulić.

### Utjecaj
Kao jedan od začetnika žanra šansone u Hrvatskoj i susjedstvu te kroz svoju dugu karijeru, Dedić je snažno utjecao na mnoge umjetnike, kantautore i glazbenike. Kroz brojne suradnje ostavio je trag u karijerama mnogih kolega. S druge strane, zahvaljujući prijateljstvu s Paolijem, Endrigom i Bulatom Okudžavom, koji su utjecali na njega, prepjeve i obrade njihovih pjesama približio je hrvatskoj i široj publici. Dedićeve pjesme obrađivale su Zvijezde, Zabranjeno pušenje, Johnny Štulić, Massimo i drugi.
- Ibrica Jusić
- Massimo Savić
- Lea Dekleva
- Zoran Predin
- Matija Dedić
- Đorđe Balašević
- Natali Dizdar
- Kemal Monteno
- Branimir Johnny Štulić
- Rade Šerbedžija[133]

## Prijevodi
Objavio je zbirku pjesama i stihova na talijanskom u Napulju "Poesia e canto" 1983. godine te dvojezičnu zbirku stihova "Kiša-Rain" na hrvatskom i engleskom 1998. godine. Neka njegova djela u svojoj je antologiji Żywe źródła iz 1996. godine s hrvatskog na poljski prevela poljska književnica i prevoditeljica Łucja Danielewska. Pojedine njegove ratne pjesme, poput pjesme "Majka hrabrost", uvrštene 1992. godine u zbirku hrvatske ratne lirike "U ovom strašnom času", zajedno sa zbirkom prevedene su na španjolski, talijanski, bugarski, poljski i druge jezike – njih ukupno 25.

## Nagrade i priznanja
Dobitnik je velikog broja nagrada na području popularne i primijenjene glazbe te književnosti. Još na početku karijere dobio je priznanja "Mlado pokoljenje" te "Zlatno sidro" za glazbeni opus vezan za more. Uz ostale nagrade treba istaknuti Vjesnikovu Nagradu Slavenski (1978.), nagradu "Ivo Tijardović" splitskog HNK (1979.), nagradu Premio Tenco u San Remu za autorsku šansonu (1982.), te Prix Jacques Brel (1979.) Godine 1991. dobio je i priznanje Premio Recanati kao istaknuti europski šansonijer-autor. Dediću je 2003. godine dodijeljena nagrada “Goranov vijenac” za pjesnički opus i ukupan doprinos hrvatskoj književnosti. Nagradom "Kiklop" za pjesničku zbirke godine nagrađen je 2009. i 2013. godine. Godine 2007. Arsenu je u Zenici, u okviru dodjele godišnjeg BiH glazbenog trofeja "Davorin", uručena istoimena nagrada za životno djelo.
Dva puta je dobio Zlatnu arenu za svoju filmsku glazbu (filmovi Donator 1989. te Pont Neuf 1997.), a povodom pedesete godišnjice njegove šansone "Moderato cantabile" inspirirane istoimenim filmom, za svoj rad na filmu i pjesnički rad nadahnut filmom dobio je Nagradu "50 godina" na 17. Motovun Film Festivalu 2014. godine. Godine 2007. dobitnik je i nagrade "Vladimir Nazor" u kategoriji scenske glazbe, za životno djelo. Trostruki je dobitnik nagrade za scensku glazbu na Danima satire, priznanja "Marul" za scensku glazbu na Marulićevim danima te priznanja "Zlatni Histrion" (1995.). 
Dobitnik je čak osam diskografskih nagrada "Porin" – 1994. godine za najbolju produkciju (zajedno sa Stipicom Kalogjerom za album Tihi obrt), 1996. godine za najbolji album folklorne glazbe Ko ovo more platit, 1998. godine za najbolji album zabavne glazbe (sa S. Kalogjerom za album Ministarstvo straha), 1999. godine za životno djelo, 2000. godine za najbolji kompilacijski album Herbar te 2005. godine triput – za najbolji album pop i zabavne glazbe te za album godine (Na zlu putu) te kao koautor za pjesmu godine Nostalgična (u izvedbi TBF-a).

### Odlikovanja
Odlikovan je Redom zasluga za narod srebrnog vijenca u SFRJ, a predsjednik Tuđman ga je 1995. godine odlikovao Redom Danice hrvatske s likom Marka Marulića za njegov kulturni rad, dok ga je predsjednik Mesić 2008. godine odlikovao Redom hrvatskog pletera za osobit doprinos razvitku i ugledu Hrvatske i dobrobiti njezinih građana. Bio je i nositelj Spomenice Domovinskog rata.

## Diskografija

### Studijski albumi
- Čovjek kao ja  (1969.)
- Arsen 2  (1971.)
- Homo Volans (dvostruki album, 1973.)
- Vraćam se (1975.)
- Porodično stablo  (1976.)
- Otisak autora  (1976.)
- Dedić-Golob  (1977.)
- Rimska ploča  (1979.)
- Pjevam pjesnike  (1980.)
- Gabi & Arsen  (1980.)
- Arsenal  (1981.)
- Arsen pjeva djeci (1982.)
- Provincija  (1984.)
- Kantautor  (dvostruki album, 1985.)
- Kino Sloboda  (1987.)
- Svjedoci priče  (1989.)
- Tihi obrt  (1993.)
- Ministarstvo  (1997.)
- Kinoteka (2002.)
- Na zlu putu  (2004.)
- Rebus  (2008.)

### Albumi uživo
- Arsen & Bora Čorba Unplugged '87 (1987.)
- Lisinski (Arsen Dedić & Gino Paoli) (2006.)

### Kompilacije ibox-setovi
- Arsen (1973.)
- Kuća pored mora (instrumentali)  (1978.)
- Naručene pjesme  (1980.)
- Moje popevke  (1986.)
- Hrabri ljudi (Gabi i Arsen)  (1988.)
- Muzika za film i TV  (1989.)
- Najbolje od Arsena (1990.)
- Retrospektiva (1993.)
- Ko ovo more platit (1995.)
- Herbar (1999.)
- Imena žena  (2003.)
- Dječje oči  (2004.)
- Jezik ljubavi (2005.)
- The Platinum Collection (2006.)
- Dueti – Dueli (2006.)
- Dobrotvorov dom – Antologija (2009.)
- Najljepše ljubavne pjesme (2010.)
- Suputnici (2014.)
- 50 originalnih pjesama (2015.)
- Rane godine: Kronologija (1962. – 1964.) (2019.)

### Soundtrack
- Vlakom prema jugu (1981.)
- Anticasanova (1985.)
- Belle Epoque ili Posljednji valcer u Sarajevu (2008.)

### EP ploče
- Zapleši twist (1962.)
- Margaret (1963.)
- To sam ja (1963.)
- Moderato cantabile (1964.)
- Ukus soli (1965.)
- Sanjam te (1966.)
- Kad bi svi ljudi na svijetu (1967.)
- To je moj svijet (1968.)
- Черемшина (1968.)
- Balade (1968.)
- Snjeg u maju (1979.)
- Vlakom prema jugu (1981.)

### Singl ploče
- Vraćam se / Kao prijatelji (1969.)
- Sve što znaš o meni / Hvala ti (1969.)
- Prazna obećanja / Povečerje (1969.)
- Sve je bilo muzika / Djevojka za jedan dan (1970.)
- Ostrvo cveća – Ostrvo snova (1970.)
- Majko moja / Put u raj (1971.)
- Putovanje na mjesto nesreće (1971.)
- Milena (1971.)
- Pegasto dekle (1972.)
- Vse ceste vodijo v Rim / Moja mala iz Ljubljane (1973.)
- Prva ljubav / Sine moj (1975.)
- Pjesma rastanka (1975.)
- U registraturi / Laura (1977.)
- G. V. Samsonovu (1977.)
- Original Sound Track / Otkako te ne volim (1987.)
- Mi smo lišće s iste grane (2013.)

### Ostalo
- Pjesme sa šlagom ili šumar ima šumu na dlanu (1976.)
- Carevo novo ruho  (audio-knjiga, 1981.)

## Izabrana bibliografija
"Zatvoreno posljednje šibensko kino", Vijenac, br. 207, 7. veljače 2002.

"Brel" i "Pjesma umirućeg", Vijenac, br. 198, 4. listopada 2001.

- "Brod u boci: pjesme i šansone" (Croatia Concert, Zagreb, 1971.; do 1988. 8 izd., 9. izd. Rockmark, Zagreb, 2016.[139])
- "Zamišljeno pristanište" (Naprijed, Zagreb, 1975.)
- "Narodne pjesme: primijenjeni stihovi" (Znanje, Zagreb, 1979.)
- "Zagreb i ja se volimo tajno" (Arsen Dedić, Tomislav Rastić, Zagreb, 1986.)
- "Hotel Balkan" (Znanje, Zagreb, 1987.)
- "Pjesnikov bratić: pjesme" (suautor Davor Vogrin), vlastita naklada, Zagreb, 1990.)
- "101 pjesma: (izabrane pjesme)" (Svjetlost, Sarajevo, 1989.)
- "Pjesnik opće prakse: nove i novije pjesme" (Profil, Zagreb, 1993.)
- "Slatka smrt" (Gradska knjižnica "Juraj Šižgorić", Šibenik, 1995.)
- "Čagalj: zabavne melodije" (Feral Tribune, Split, 2000.)[140]
- "Zabranjena knjiga" (AGM, Zagreb, 2003.)
- "Brzim preko Bosne" (Rabic, Sarajevo, 2005.)
- "Zidne novine: (i)lirsko podjebavanje" (Profil knjiga, Zagreb, 2009.)
- "Kapi za oči" (Profil, Zagreb, 2012.)

Dedić je objavio i tri grafičko-poetske mape: "Ex-voto" (s Matkom Trebotićem), "Tvoje tijelo, moja kuća" (s Munirom Vejzovićem) i "Padova" (s Tomislavom Petranovićem – Rvatom).

### Daljnje čitanje
- Gall, Zlatko: "Portret umjetnika: Čagalj protiv čopora", Slobodna Dalmacija, 1. ožujka 2003.
- Grbelja, Josip: Arsen Dedić i Zvonimir Golob uoči objavljivanja knjiga "Brod u boci" i "Čovjek i pas", Start, svibanj 1971.
- Grgić Maroević, Iva. (2009.) "Šansona u prepjevu. Arsen Dedić i talijanski kantautori", u Pjev i prepjev, ur. I. Grgić Maroević i S. Muhamedagić, DHKP, Zagreb, str. 65-73.
- Jadrijević Tomas, Saša: "Pod reflektorom - Arsen Dedić, pjesnik opće prakse: Ja sam listopad", Slobodna Dalmacija, 25./26. svibnja 2005.
- Knežević, Sanja. "Mediteranski tekst hrvatskoga pjesništva: modusi postmodernističke poetike" / doktorska disertacija. Zagreb: Filozofski fakultet, 19. 12. 2012.
- Kovačić, Zvonko: Gabi, Arsen, Matija: U posjetu muzikalnoj obitelji Dedić, 1986.
- Krstičević, Hrvoje: “Moj zanat” – Uspjela dokumentarna biografija velikog Arsena Dedića, dokumentarni.net, 17.03.2014.
- Kršić, Dejan: "Svi marš na ples: Dizajn omota ploča 1979-86", u: Mirko Ilić: strip, ilustracija, dizajn, multimedija: 1975. – 2007, Zagreb, Zagrebački holding, Podružnica AGM, 2008.
- Kupčak, Boris: "Arsen - Brod u boci" - Film o Arsenu s izvrsnom glazbom i lucidnim komentarima, Zadarski list, 27.10.2010.
- Lasić, Igor: "Bolje akt nego pakt", Feral Tribune, 2. prosinca 2004.
- Mandić, Igor: Arsen [monografija], Zagreb: Znanje, 1983.
- Matić, Đorđe: "Arsen – između ironije i straha", 2005.
- Mikuličin, Ivo: "S Mišom se posvadio zbog oskoruše"  Arhivirana inačica izvorne stranice od 4. ožujka 2016. (Wayback Machine), Slobodna Dalmacija, 22. kolovoza 2015.
- Mrkonjić, Zvonimir: "Arsen Dedić i poetika zabrana"  Arhivirana inačica izvorne stranice od 5. rujna 2015. (Wayback Machine), Vijenac br. 388, 15. siječnja 2009.
- Pavličić, Pavao: "Mortadela i rajžlec",  Arhivirana inačica izvorne stranice od 28. siječnja 2015. (Wayback Machine) Vijenac, br. 498, 4. travnja 2013.
- Pavković, Mladen. Zajedno, ali sam, ili tako je govorio Arsen Dedić, Koprivnica: Matica hrvatska, Ogranak, 2015., ISBN 978-953-6997-32-9
- Škarica, Siniša: Kad je rock bio mlad: priča s istočne strane (1956. – 1970.), Zagreb: V.B.Z., 2005.
- Vrdoljak, Dražen: "Neshvaćeni pjevač Arsen Dedić"  Arhivirana inačica izvorne stranice od 28. siječnja 2015. (Wayback Machine), Omladinski tjednik, br. 134-136, 15.06.1971
- ———————— "Kantautor u literarnoj ispovjedaonici"  Arhivirana inačica izvorne stranice od 16. rujna 2016. (Wayback Machine), Polet br. 12., 14. 1. 1977.
- Vrkljan-Križić, Nada: "CD šansona-Silina osjećaja: Arsen Dedić, Tihi obrt"  Arhivirana inačica izvorne stranice od 5. rujna 2015. (Wayback Machine), Vijenac 198 - 4. listopada 2001.

## Vanjske poveznice
- Stranica Arsena Dedića na portalu Hrvatskog društva skladatelja
- Arsen Dedić, natuknica u Filmskom leksikonu (D. Rafaelić)
- Tekstovi pjesama  Arhivirana inačica izvorne stranice od 28. kolovoza 2014. (Wayback Machine)
- Potpuna diskografija, discogs.com
- Filmografija Arsena Dedića, IMDB baza podataka
- Arsen Dedić u antologiji suvremenog hrvatskog pjesništva "Utjeha kaosa"
- Recenzije  Arhivirana inačica izvorne stranice od 28. siječnja 2015. (Wayback Machine) Dedićevih albuma, muzika.hr
- Arsen Dedić u bazi autora HDS - ZAMP-a
- Izbor spotova Arsena Dedića[neaktivna poveznica], spotdepo.hr
- Dvije kolumne o ratu, obitelji i kolegama iz 2001.
- Recenzija albuma "Homo Volans", modarta
- Televizijski intervju  Arhivirana inačica izvorne stranice od 17. rujna 2016. (Wayback Machine) iz siječnja 2015, N1
- Hrvatski evergreeni - Arsen Dedić (zvučni zapis)  Arhivirana inačica izvorne stranice od 21. listopada 2020. (Wayback Machine), radio.hrt.hr
- Intervju s Dedićem Zlatka Turkalja  Arhivirana inačica izvorne stranice od 13. veljače 2021. (Wayback Machine), Music pub-In memoriam, HRT (zvučni zapis)
- Odlazak velikana: In memoriam (zvučni zapis)  Arhivirana inačica izvorne stranice od 26. kolovoza 2015. (Wayback Machine), Goran Pelaić, Radio Split
- Presjek karijere  Arhivirana inačica izvorne stranice od 4. svibnja 2019. (Wayback Machine), HRT
- Sedam autora u potrazi za najljepšom pjesmom glazbenog velikana Arsena Dedića  Arhivirana inačica izvorne stranice od 27. listopada 2015. (Wayback Machine)
- Komentar i dvije pjesme, poziv na večer poezije 2012.
- Grob na zagrebačkom Mirogoju